# Mas del Jan
El Mas del Jan és un mas situat al municipi de Conesa a la comarca catalana de la Conca de Barberà.